# Coushatta
Coushatta és una població dels Estats Units a l'estat de Louisiana. Segons el cens del 2000 tenia 2.999 habitants.

## Demografia
Segons el cens del 2000, Coushatta tenia 2.299 habitants, 738 habitatges, i 512 famílies. La densitat de població era de 265 habitants/km².
Dels 738 habitatges en un 38,5% hi vivien nens de menys de 18 anys, en un 34,4% hi vivien parelles casades, en un 31,8% dones solteres, i en un 30,6% no eren unitats familiars. En el 27,1% dels habitatges hi vivien persones soles el 12,9% de les quals corresponia a persones de 65 anys o més que vivien soles. El nombre mitjà de persones vivint en cada habitatge era de 2,82 i el nombre mitjà de persones que vivien en cada família era de 3,48.
Per edats la població es repartia de la següent manera: un 33,3% tenia menys de 18 anys, un 10,6% entre 18 i 24, un 22,7% entre 25 i 44, un 17,8% de 45 a 60 i un 15,5% 65 anys o més.
L'edat mediana era de 30 anys. Per cada 100 dones de 18 o més anys hi havia 73,7 homes.
La renda mediana per habitatge era de 15.500 $ i la renda mediana per família de 18.958 $. Els homes tenien una renda mediana de 30.938 $ mentre que les dones 13.833 $. La renda per capita de la població era de 10.228 $. Entorn del 44,6% de les famílies i el 49,7% de la població estaven per davall del llindar de pobresa.

## Poblacions més properes
El següent diagrama mostra les poblacions més properes.